# Nicos Poulantzas
Nicos Poulantzas (Grieks Νίκος Πουλαντζάς; Athene, 21 september 1936 – Parijs, 3 oktober 1979) was een Griekse socioloog en van 1968 tot zijn dood als hoogleraar verbonden aan de Université Paris-VIII (Vincennes). Hij wordt gerekend tot de westerse, meer bepaald structuralistische marxisten, hoewel hij kritisch stond tegenover de ideeën van Althusser en Balibar. Als zijn belangrijkste bijdrage aan de wetenschap geldt zijn marxistische theorie van de staat, die Poulantzas niet slechts opvatte als de behartiger van de belangen van een klasse (de 'instrumentele' opvatting van Miliband), maar als een onafhankelijk domein van strijd, waarin diverse klassen allianties met elkaar aangingen en compromissen sloten. Ook schreef hij over de dictaturen in 20e-eeuws Zuid-Europa (fascisme, kolonelsregime).
Op politiek vlak was Poulantzas aanvankelijk leninist. Later bekende hij zich tot het hervormingsgezinde eurocommunisme.